# Poste tunisienne
Pour les autres articles nationaux ou selon les autres juridictions, voir La Poste.
La Poste tunisienne (arabe : البريد التونسي), dénomination commerciale de l'Office national des Postes tunisiennes, est l'entreprise publique tunisienne de service postal. Depuis le 1er janvier 1999, à la suite du retrait des activités de téléphonie, la Poste tunisienne est un établissement à caractère industriel et commercial centré sur deux activités principales : la collecte, le transport et la distribution de courrier, ainsi que l'exploitation et la fourniture de services financiers ainsi que des services divers : traditionnels telles que la production et la vente de timbres et nouveaux tels qu'un ensemble de services informatiques.

## Histoire

### Régence de Tunis
C'est en 1847 que sont réalisés les premiers éléments d'un service postal et d'un service télégraphique en Tunisie, avec l'ouverture de la première poste à Tunis. Or, c'est l'administration française qui, bien avant l'instauration du protectorat, les organise. Le 14 septembre 1848, un premier réseau télégraphique aérien est créé à la demande d'Ahmed Ier Bey pour relier ses résidences du Bardo et de La Goulette. Le service postal est instauré, sous la forme d'une distribution confiée à l'agent consulaire français de Tunis, lors de l'établissement d'un service français bimensuel de paquebots entre Bône et La Goulette.
Sadok Bey aurait souhaité, lors de son accès au trône en 1859, apporter quelques progrès au pays. Il en est empêché par les réticences de la population, l'impossibilité où il se trouve de maintenir l'ordre, les défauts d'organisation administrative et les difficultés financières.
Il conclut toutefois avec la France, en 1859 et 1861, des accords qui permettent à l'administration métropolitaine de construire une ligne télégraphique entre Tunis et Alger (ouverte le 8 mai 1860), une autre entre Tunis, Sousse, Sfax et Djerba et d'installer douze bureaux télégraphiques. Le 19 avril 1861, la Tunisie adhère à la convention télégraphique conclue à Bruxelles et à Berne en 1858 ; elle entre au sein de l'Union postale universelle en même temps que la France, le 1er juin 1878.
Il se préoccupe également de l'organisation de transports à l'aide de diligences et d'un service régulier de courriers, mais, semble-t-il, sans grand résultat. Il n'existe encore, en 1881, que sept distributions postales installées aux diverses escales de la côte et gérées par les agents consulaires de France. L'escale de Tunis possède uniquement une recette et le trafic est limité à l'échange des correspondances ordinaires. Parallèlement, les agents consulaires italiens font le service de la poste italienne dans les ports de relâche des paquebots italiens.

### Protectorat français

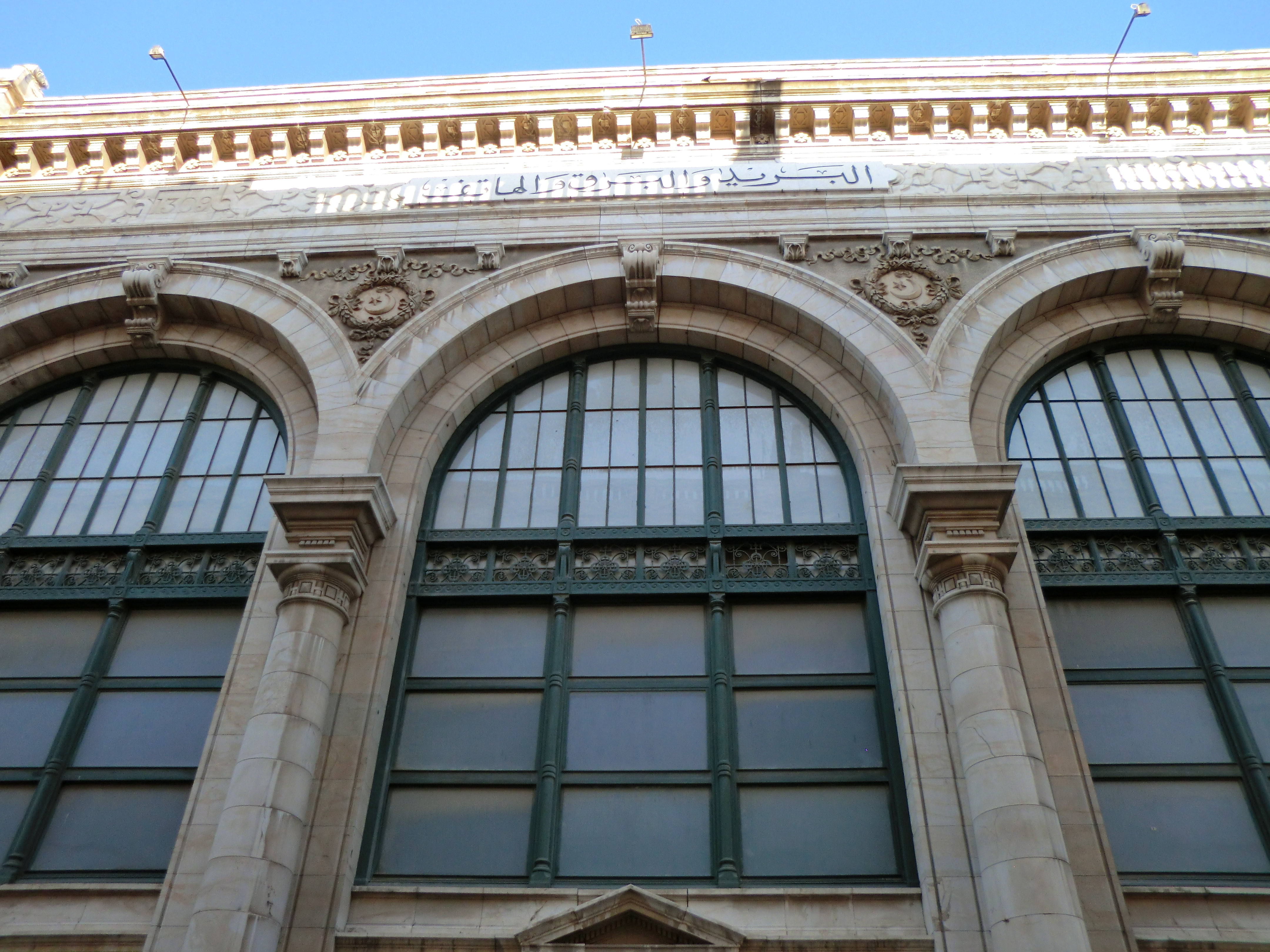
Siège de la poste centrale de Tunis réalisé en 1891 par l'architecte français Henri Saladin.

Ce n'est qu'à partir de 1881, après le traité de protectorat, que le service postal peut être réellement organisé et le service télégraphique développé par l'administration française puis, à dater d'une nouvelle convention, par l'Office tunisien des postes et des télégraphes fondé le 1er juillet 1888 ; le lendemain a lieu l'émission du premier timbre-poste tunisien.
Le 1er avril 1891 est inauguré le premier réseau téléphonique à Tunis, La Goulette et La Marsa puis, le 1er février 1893, un câble sous-marin télégraphique entre Tunis et Marseille. Le 1er novembre 1915 a lieu la première communication téléphonique internationale entre la Tunisie et l'Algérie ; l'ouverture des relations téléphoniques avec le Maroc a lieu le 1er août 1934.

### Régimes Bourguiba et Ben Ali

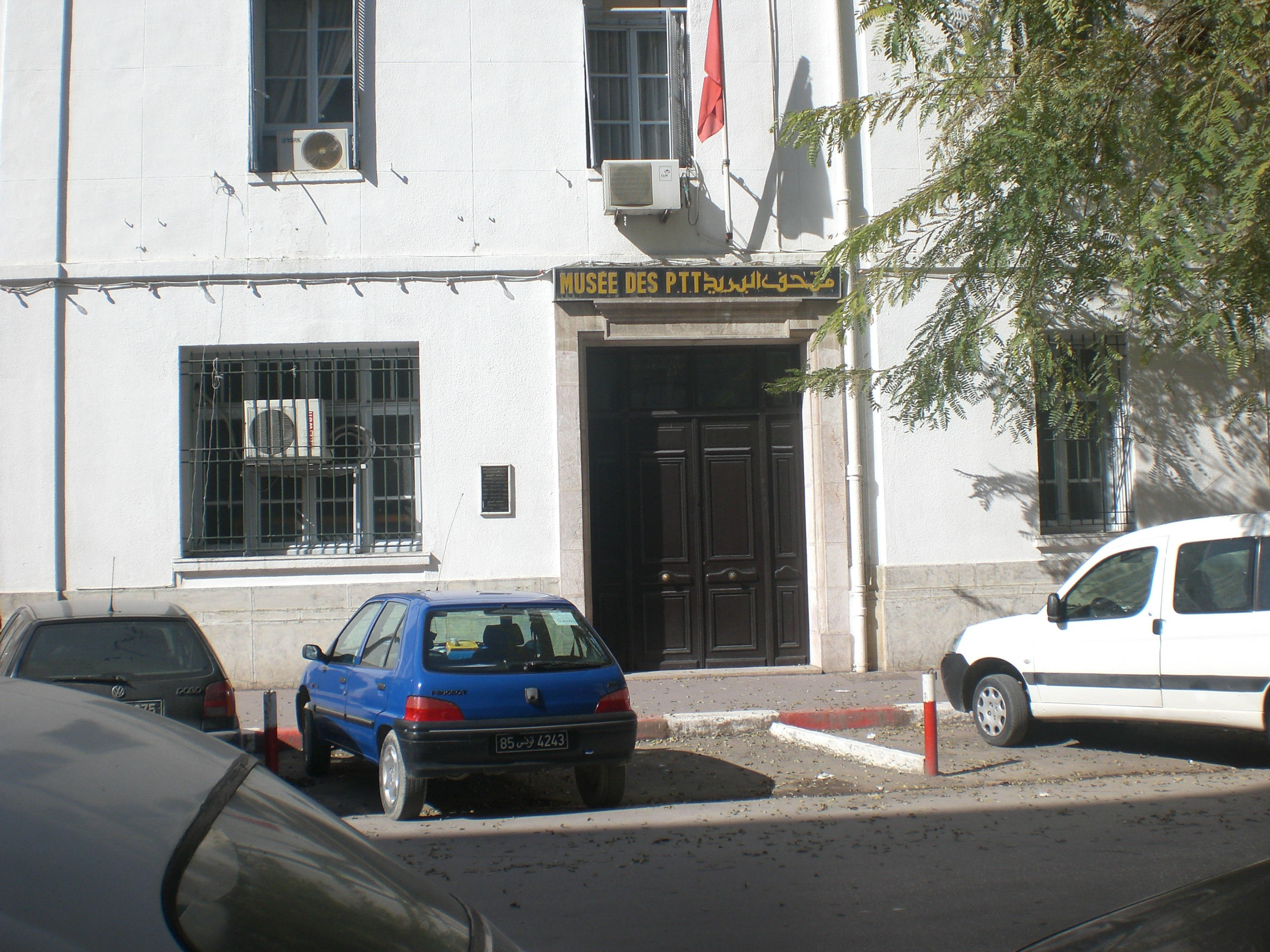
Musée des PTT à Tunis.

En juillet 1967, le premier centre de tri est créé sur l'avenue de la République à Tunis. Le 20 mars 1980, le code postal est introduit, suivi en mai 1982 par le service de courrier rapide Rapid-Post. En janvier 1984 a lieu la construction et la mécanisation du complexe postal de Tunis-Carthage. En janvier 1996 a lieu le démarrage de l'aéropostale, suivi par le démarrage du service Internet d'archivage des timbres le 7 novembre 1997.
En décembre 1997 est inaugurée l'Imprimerie de la Poste tunisienne.
Le 2 juin 1998, le Code de la Poste, réglementant l'exercice de l'activité postale, est promulgué, conduisant à la création de l'Office national des postes le 15 juin, même s'il ne démarre effectivement ses activités que le 1er janvier 1999. Le 7 novembre 2000, le site web de l'entreprise est lancé. Le 28 août 2000, la Poste tunisienne lance le mode de paiement électronique, l'e-Dinar, suivi par la carte de paiement e-DINARPOST pour les titulaires de comptes courants postaux, en novembre 2002. En 2003, l'e-Dinar devient l'e-Dinar universel. À la fin de 2008, la Poste lance l'e-Dinar Smart.

### Après la révolution de 2011
En 2016, à la suite du contrat de partenariat signé entre Enda Tamweel et la Poste tunisienne, une nouvelle carte de paiement appelée Carte Mobitamweel est lancée dans le but de permettre aux clients Enda d'avoir accès à de nouvelles options digitales via leur smartphone.
En mai 2017, dans le cadre de sa stratégie de développement de son service de banque en ligne, la Poste Tunisienne annonce qu'elle a signé une nouvelle convention de partenariat avec Zitouna Tamkeen, une institution tunisienne de microfinance. Cet accord prévoit le lancement de MobiTamkeen, une nouvelle carte de paiement co-brandée qui permettra aux clients de la poste de bénéficier de plusieurs services digitaux avec leur smartphone et à travers la plateforme Mobiposte.
En juillet 2025, le bureau de l'Assemblée des représentants du peuple transmet pour examen à la commission des finances et du budget le projet de loi no 82/2025 visant à transformer la Poste tunisienne en banque postale. Ce projet a pour objectif de renforcer l'inclusion financière, notamment au bénéfice des populations non bancarisées, des travailleurs du secteur informel et des habitants des zones rurales,.

### Identité visuelle

Logo de la Poste tunisienne jusqu'en 2011.
Logo de la Poste tunisienne depuis 2011.

## Bilan

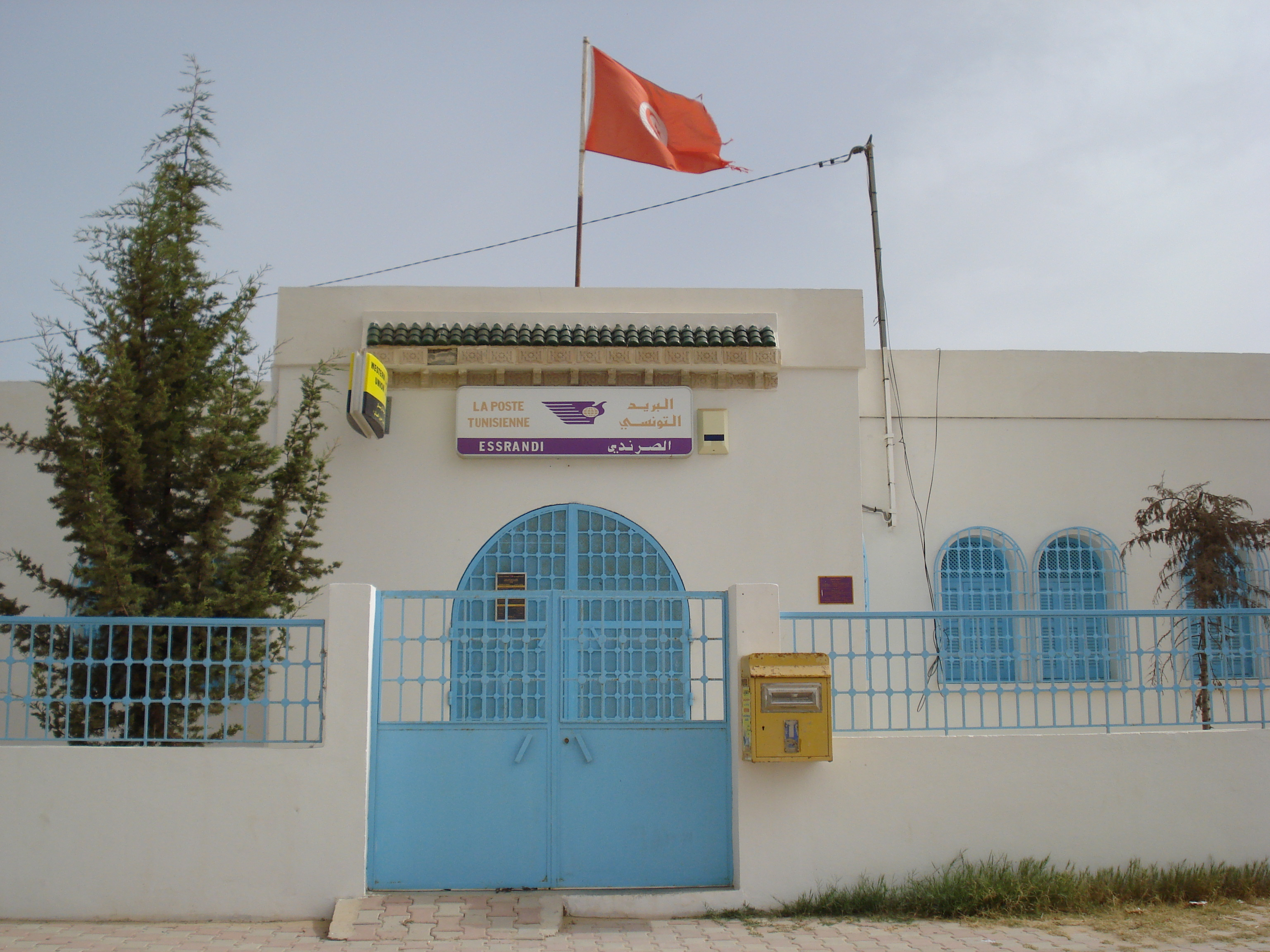
Bureau de poste d'Essrandi à Djerba.

La Poste tunisienne réalise en 2007 un chiffre d'affaires de 166,614 millions de dinars et emploie 9 633 agents en 2015.
Elle poursuit son développement quantitatif et qualitatif qui lui permet d'obtenir, en 2002, le certificat d'assurance-qualité ISO 9002 pour sa filiale de distribution rapide de courrier Rapid-Poste. Elle améliore également la couverture postale du pays grâce à ses 1 054 bureaux de poste.
Ses activités de courrier totalisent 80,9 millions de courriers ordinaires distribués en 2015. Ses activités financières en font le premier établissement financier puisqu'elle attire 3 871 000 épargnants et 1 746 000 titulaires de comptes courants postaux.

## Philatélie
Depuis l'inauguration de l'Imprimerie de la Poste tunisienne en 1997, cette dernière imprime les timbres-poste qu'elle émet ainsi que ceux de pays étrangers (principalement africains et arabes) :
| Année | Timbres tunisiens | Timbres étrangers |
| ----- | ----------------- | ----------------- |
| 1997  | 8 650 000         |                   |
| 1998  | 20 240 000        |                   |
| 1999  | 58 056 000        |                   |
| 2000  | 29 857 000        |                   |
| 2001  | 50 880 000        | 2 020 000         |
| 2002  | 42 937 000        | 15 079 000        |
| 2003  | 31 766 000        | 2 905 000         |
| 2004  | 29 434 000        | 2 020 000         |
| 2005  | 31 827 000        | 10 277 000        |
| 2006  | 23 615 000        | 3 920 000         |

Depuis l'émission du premier timbre de Tunisie en 1888, la Poste tunisienne a émis plus de 1 600 timbres-poste dont 600 pendant la période du protectorat français.
Elle émet en moyenne 29 timbres par an (calculé sur la période 1988-2005), chaque timbre étant imprimé entre 100 000 et un million d'exemplaires.

## Présidents-directeurs généraux
- 1999-2007 : El Hadj Gley
- 2007-2009 : Adel Gaâloul
- 2009-2012 : Mohamed Zouheir Basly
- 2012-2013 : Hammadi Fehri[7]
- 2013-2015 : Nabil Midani[8]
- 2015-2018 : Moez Chakchouk[9]
- 2018-2020 : Jaouher Ferjaoui[10]
- 2020-2024 : Sami Mekki[11],[12]
- depuis 2024 : Marouen Ben Slimene[13]